# Il puro folle
Il puro folle, o Parsifal, è un'opera in bronzo realizzata dallo scultore milanese Adolfo Wildt nel 1930 e derivante dalla commissione fatta all'artista dal banchiere Leo Goldschmied. È conservata presso Villa Necchi Campiglio a Milano.